# Anobium
Anobium is een geslacht van kevers uit de familie van de klopkevers (Anobiidae).

## Soorten
- Anobium cymoreki Español, 1963
- Anobium hederae Ihssen, 1949
- Anobium inexspectatum Lohse, 1954
- Anobium punctatum Linnaeus, 1761 (Gewone houtwormkever)
- Anobium raventosi Español, 1971